# Josef Albrecht (Schauspieler)
Josef Albrecht (* 27. November 1894 in Wien; † 10. Januar 1966 in Hamburg) war ein deutscher Schauspieler und Sänger.

## Leben und Wirken

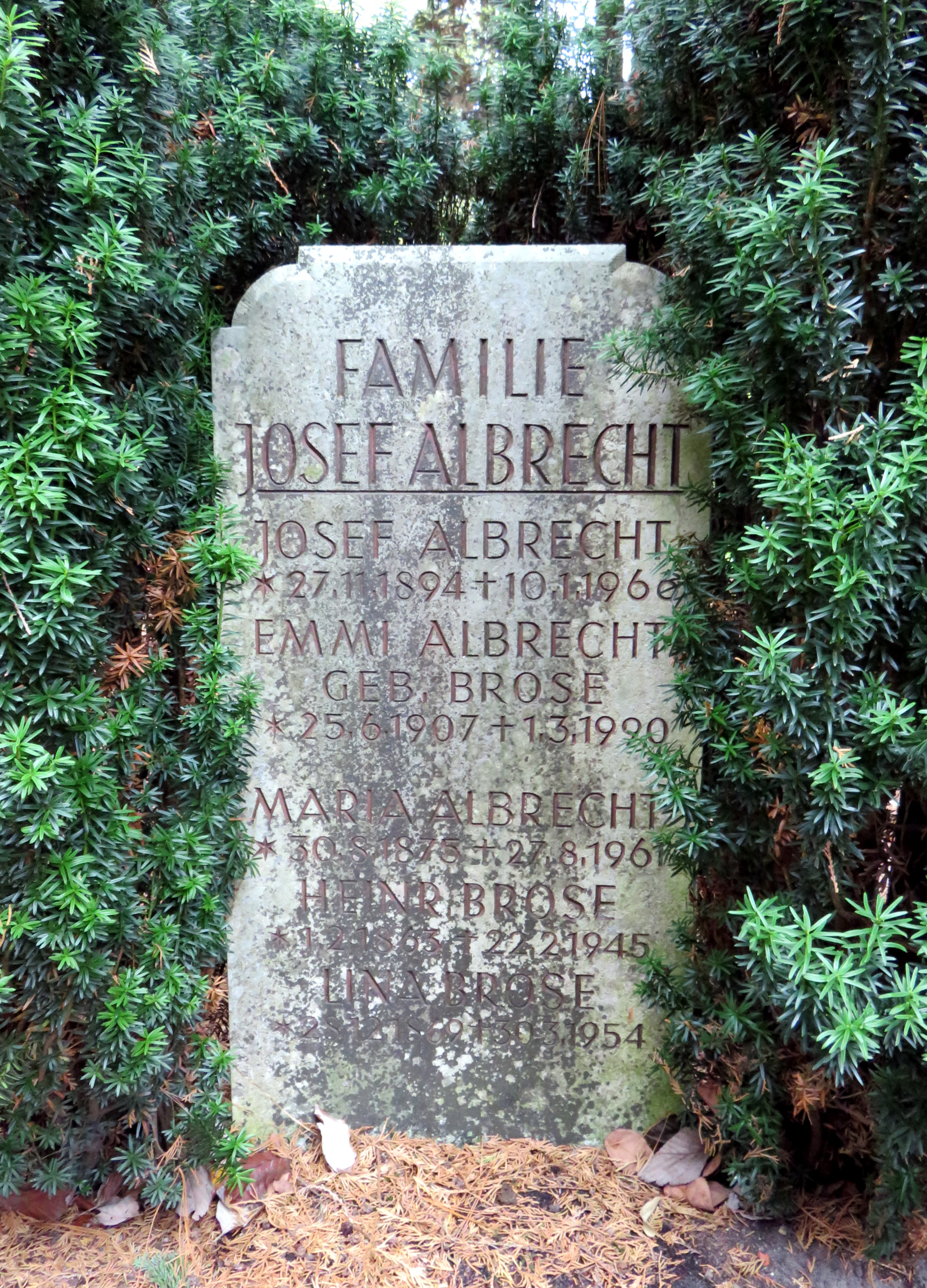
Grab Josef Albrecht auf dem Friedhof Ohlsdorf

Albrecht, der seit seinem 6. Lebensjahr in Hamburg lebte, begann seine künstlerische Laufbahn als Buffo an den dortigen Richter-Bühnen (Volksoper und Operettenhaus) und fand bald im Fach des Charakterkomikers seine künstlerische Bestimmung. Er trat zum 1. November 1931 der NSDAP bei (Mitgliedsnummer 791.665).
Während Albrecht in den meisten Operettenpremieren dieser Häuser eingesetzt wurde – für seinen Kaiser Franz Joseph in Ralph Benatzkys Im weißen Rößl und als Der fidele Bauer nach Leo Falls gleichnamiger Vorlage erhielt er viel Anerkennung – sah man Josef Albrecht seit Vollendung seines 60. Lebensjahres auch in einer Reihe von Kino- und später auch Fernsehfilmen, in denen der gebürtige Wiener oft „Hamburger Urgestein“ verkörperte. In drei Produktionen 1963/64 war er Spielpartner eines anderen Österreichers und Wahlhamburgers: Freddy Quinn (Heimweh nach St. Pauli, Freddy und das Lied der Prärie, Freddy, Tiere, Sensationen).
Auf dem Ohlsdorfer Friedhof in Hamburg befindet sich bei Planquadrat R 19 südlich Kapelle 2 ein Grabstein für Josef Albrecht.

## Filmografie
- 1954: Tanz in der Sonne
- 1955: Der falsche Adam
- 1955: Zwei blaue Augen
- 1958: Der Maulkorb
- 1960: Am Abend ins Odeon
- 1960/61: Achtung, Vorhang auf (TV-Serie)
- 1961: Barbara
- 1962: Heinz Erhardt Festival (drei Episoden)
- 1963: Heimweh nach St. Pauli
- 1963: Hafenpolizei (eine Folge)
- 1964: Das wissen die Götter (Fernsehserie, 1 Folge)
- 1964: Das Kriminalgericht: Der Fall Nebe
- 1964: Haus Moorfrieden
- 1964: Freddy und das Lied der Prärie
- 1964: Freddy, Tiere, Sensationen
- 1964: Das Mädel aus dem Böhmerwald
- 1965: Der Fall Harry Domela